# Pokaczi
Pokaczi (ros. Покачи) – miasto w Rosji, w Chanty-Mansyjskim Okręgu Autonomicznym – Jugrze, w rejonie niżniewartowskim. Administracyjnie Megion nie wchodzi jednak w skład tego rejonu, stanowiąc miasto wydzielone Chanty-Mansyjskiego OA – Jugry.
Miasto leży na prawym brzegu rzeki Bać-Egan, dopływu Aganu. W 2005 roku liczyło 16 915 mieszkańców.

## Historia
Nazwa Pokaczi pochodzi od nazwy chantyjskiego rodu, do którego należały niegdyś ziemie wchodzące w obręb miasta. 
Budowę osady rozpoczęto w 1984 r. w związku z eksploatacją złóż ropy naftowej i gazu ziemnego. W 1992 r. Pokaczi otrzymało prawa miejskie.

## Gospodarka
Praktycznie jedyną gałęzią gospodarki na terenie miasta jest przemysł naftowy. Wytwarza on ponad 99% wartości całej produkcji przemysłowej na terenie miasta.